# Billy Bathgate (romanzo)
Billy Bathgate (titolo originale  Billy Bathgate) è un romanzo dello scrittore statunitense Edgar L. Doctorow, pubblicato in originale nel 1989, in Italia nello stesso anno edito da Leonardo Editore. Racconta la storia di un intraprendente ragazzo newyorkese che tenta di costruirsi una carriera in una banda di gangster nel periodo di poco precedente la seconda guerra mondiale.
Il libro ha vinto nel 1989 il National Book Critics Circle Award nella categoria fiction e l'anno successivo il Premio PEN/Faulkner per la narrativa. Fu inoltre inserito nella cerchia dei finalisti nel 1989 per il National Book Award per la narrativa, e nel 1990 per il Premio Pulitzer per la narrativa.
Dal romanzo nel 1991 è stato liberamente tratto il film Billy Bathgate - A scuola di gangster diretto dal regista Robert Benton, con Dustin Hoffman nella parte di Dutch Schultz.

## Trama
Billy Behan ha quindici anni ed è un ragazzino davvero in gamba. Sa di esserlo, ma è felice che Dutch Schultz, il temibile gangster di origini ebraiche di cui è diventato un fedele seguace, sia dello stesso parere. Per un orfano di padre con una madre schizofrenica che viene dai vicoli dell'East Bronx, l'unico modo di evitare un destino di pietosa povertà è seguire le orme di uomini come Dutch e i suoi scagnozzi, gente che ha saputo conquistarsi il potere ed il rispetto con i mezzi che la vita gli ha offerto. Con la sua intraprendenza e una robusta dose di faccia tosta Billy è riuscito a ottenere un posto nella loro organizzazione: tutto quello che deve fare è eseguire gli ordini e osservare sempre ogni cosa con attenzione. Naturalmente questo vuol dire finire coinvolti in affari per niente puliti, il che può comportare talvolta di lasciarsi alle spalle un cadavere, ma il pericolo per un ragazzo che non ha nulla da perdere è sempre uno stimolo eccitante. Anche se comprende l'aver a che fare con un capo dal carattere piuttosto imprevedibile, soprattutto da quando la giustizia federale si è messa sulla sua strada rendendogli gli affari più difficili, favorendo così la concorrenza. Ma per chi ha amicizie e denaro a sufficienza questi sono impedimenti passeggeri, comportando nel peggiore dei casi un procedimento giudiziario per reati fiscali, che comunque impone per qualche tempo di mantenere un basso profilo.
Per questo la banda si sposta nel luogo dove è previsto il processo, a Onondaga, che per uno che viene da New York è quanto di più simile al nulla, ma dove è facile diventare dei benefattori e farsi apprezzare da cittadini ed autorità, continuando comunque a fare buoni affari. Un'operazione di immagine che sembra funzionare alla grande anche grazie ai consigli di miss Drew, la nuova fiamma del capo, la cui crescente influenza mette però di cattivo umore il resto del gruppo. Anche Billy non riesce a rimanere immune al fascino della giovane e aristocratica ragazza, sebbene non gli sfuggano i lati frivoli della sua personalità, scoprendo sorpreso di vedere ricambiato il proprio interesse. Questo, unito alla frattura del naso che deve subire per coprire un altro omicidio imprevisto del capo, sempre più nervoso, semina i primi dubbi nella mente del ragazzo riguardo al suo futuro in quell'ambiente. E quando nell'imminenza del processo gli viene dato l'incarico di portare miss Drew a svagarsi a Saratoga, lontano dalla zona di crisi, Billy decide che non può lasciarsi sfuggire l'opportunità di trasformare le sue fantasie in realtà, malgrado gli spaventosi rischi che questo può significare. Ma non è uno stupido e non basta un poco di sesso, per quanto favoloso, per fargli dimenticare quanto la loro posizione sia precaria e quale minaccia si celi in quel soggiorno. E per ricordarglielo arrivano presto nuovi ordini da cui capisce che l'obiettivo della banda è di liberarsi della ragazza, con o senza l'approvazione del capo, e solo dando fondo a tutta la sua astuzia Billy riesce a salvarle la vita allontanandola dal paese.
Ritornato a New York il giovane Billy deve realizzare con rammarico che in quel breve periodo di tempo sono cambiate tante cose, e che il suo quartiere lo guarda con occhi totalmente diversi. Nel frattempo il processo a Mr Schultz si conclude con un verdetto di piena innocenza, ma quello che sembra un trionfo si trasforma velocemente nell'inizio della disfatta: le più alte autorità della città gli dichiarano guerra e la banda vede svanire un poco alla volta la rete di appoggi su cui poteva contare per proteggere gli affari. Messo con le spalle al muro, il boss decide ancora una volta di lasciarsi consigliare dall'istinto e tocca a Billy fare i sopralluoghi per pianificare l'omicidio di Thomas Dewey, il procuratore speciale che si occupa del caso. Ma è un'azione che il consorzio che gestisce il malaffare della città non approva, e una sera un gruppo di sicari affronta e stermina la banda Schultz al completo. Solo Billy riesce a sfuggire grazie alla sua agilità, recuperando la combinazione della cassaforte del gruppo, che riesce a svuotare appena in tempo. Così come riesce ad assistere alle ultime ore di agonia di Mr Schultz, registrando le sue ultime parole, un miscuglio di deliri apparentemente senza senso. Ma dopo un inevitabile faccia a faccia con l'uomo al vertice del consorzio che ha deciso la liquidazione del suo gruppo, Billy capisce che la maggior parte dei soldi sono ancora in attesa di essere trovati, e analizzando a fondo quelle che sembrano solo le farneticazioni di un moribondo riesce a individuare gli indizi che lo portano al ben nascosto tesoro, punto di partenza per costruirsi una nuova vita. In cui comunque anche un frammento del passato trova il suo giusto posto: il figlio nato dalla relazione con Miss Drew.

## Personaggi
- Billy "Bathgate" Behan. Un ragazzo dotato di mani e piedi agili, e mente altrettanto veloce, in grado di capire molto bene cosa fare nel momento giusto ed in quello sbagliato. Il suo destino è diventare qualcuno, anche se non esattamente secondo i suoi piani.
- "Dutch Schultz" (Arthur Flegenheimer). Gangster avido e brutale i cui eccessi possono rasentare la psicopatia, ma abile a ricavare il massimo da ogni situazione, anche le più sfavorevoli. Fino a quando nemici potenti decidono che il suo momento è terminato.
- Miss Lola Drew Preston. Ricca e viziata fanciulla dell'alta società, capace di passioni potenti quanto poco durevoli. Ma dietro tanta incostanza potrebbe anche celarsi una personalità più lucida.
- Otto "Abbadabba" Berman. Il mago dei conti della banda, affetto da una spiacevole deformità fisica, solo in compagnia degli amati numeri trova vere soddisfazioni. La guida più preziosa per il giovane Billy.
- Irving. Efficiente, misurato, discreto, fedele, il guardiaspalle perfetto.
- Lulu Rosenkrantz. Quasi speculare al suo collega Irving quanto a metodi e discrezione, ma altrettanto affidabile.

## Ricezione e critica
Il libro fin dall'uscita fu salutato come un esempio di grande romanzo americano, raccogliendo giudizi estremamente lusinghieri, come dimostrato anche dall'incetta di premi e riconoscimenti ottenuti. La narrazione in prima persona da parte del giovane protagonista ha suggerito a molti critici paralleli con i grandi classici del genere prodotti da Mark Twain, in particolare Le avventure di Huckleberry Finn. Altrettanto favorevolmente venne giudicata la capacità di descrizione dell'ambientazione e di tratteggiare personaggi dotati di personalità credibili ed a loro modo affascinanti, facendo richiamare a qualcuno quanto si può ritrovare nelle opere di Norman Mailer e Saul Bellow.

## Edizioni
- Edgar Lawrence Doctorow, Billy Bathgate, traduzione di Ettore Capriolo, Edizione CDE, Leonardo Editore, 1989  [1989].